# Heinrich Louis d'Arrest
Heinrich Louis d'Arrest (uneori scris și Heinrich Ludwig d'Arrest, n. 13 iulie 1822, Berlin, Regatul Prusiei – d. 14 iunie 1875, Copenhaga, Danemarca) a fost un astronom german.
A fost ginerele matematicianului  August Ferdinand Möbius.
L-a asistat pe Johann Gottfried Galle când acesta a efectuat prima observație (printr-un aparat optic) a planetei Neptun (la 23 septembrie 1846).
La Observatorul din Leipzig a realizat o serie de observații și studii astronomice, în special asupra asteroizilor și nebuloaselor.
Astfel, a descoperit cometa care avea să fie numită ulterior 6P/d'Arrest și asteroidul (76) Freia.
În 1864 a încercat fără succes să găsească sateliții planetei Marte.
În 1875 a primit Medalia de Aur a Royal Astronomical Society.
Un crater de pe Lună, unul de pe satelitul Phobos și asteroidul 9133 d'Arrest îi poartă numele.